# Doddathihalli, Mulbagal
Doddathihalli là một làng thuộc tehsil Mulbagal, huyện Kolar, bang Karnataka, Ấn Độ.